# Arquidiócesis de Estaurópolis

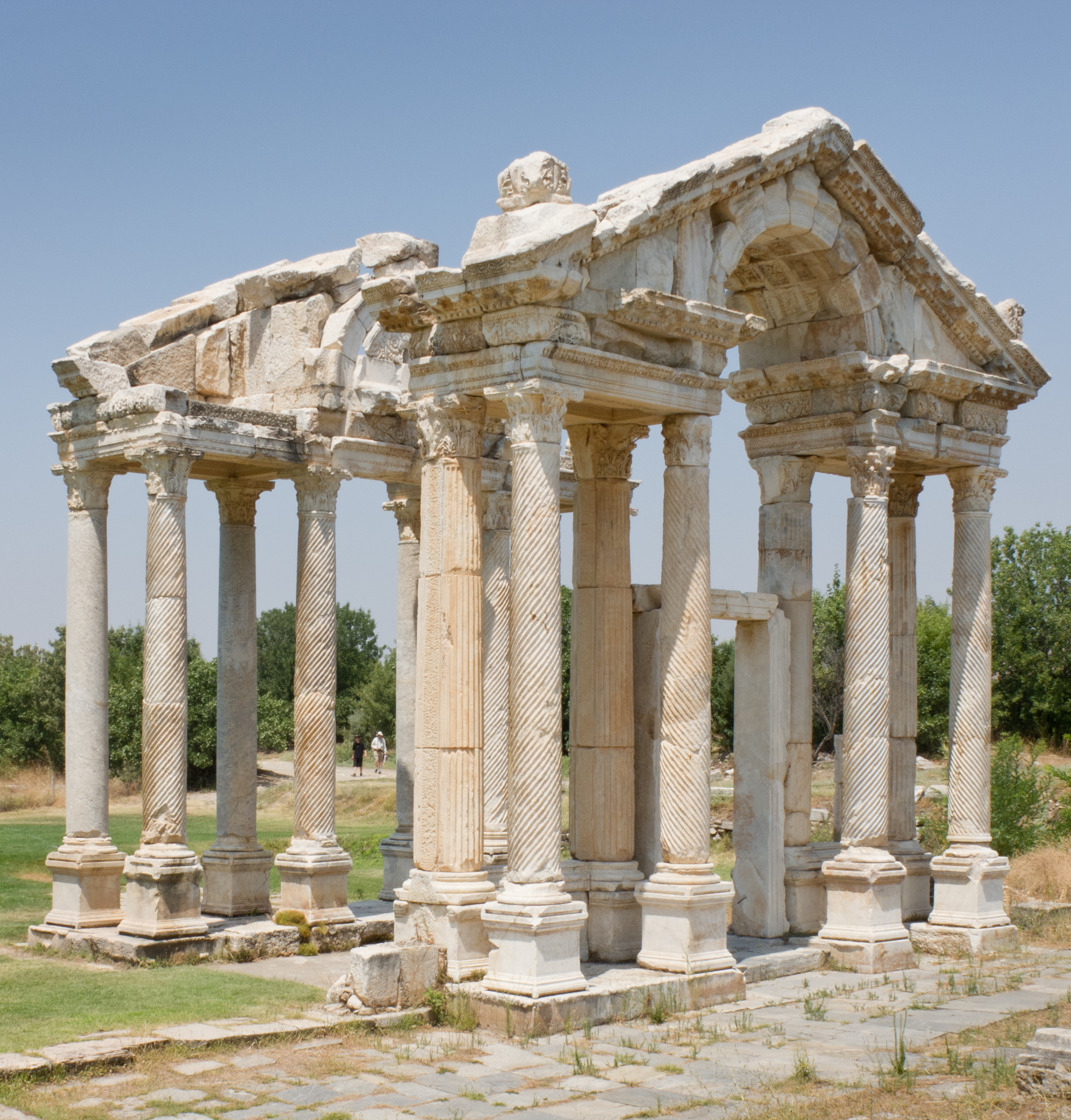
El tetrapilo de Afrodisias.

La Archidiócesis de Estauropólis (Stauropoli) (en latín: Archidioecesis Stauropolitana) es una sede suprimida del patriarcado de Constantinopla y sede titular de la Iglesia Católica.

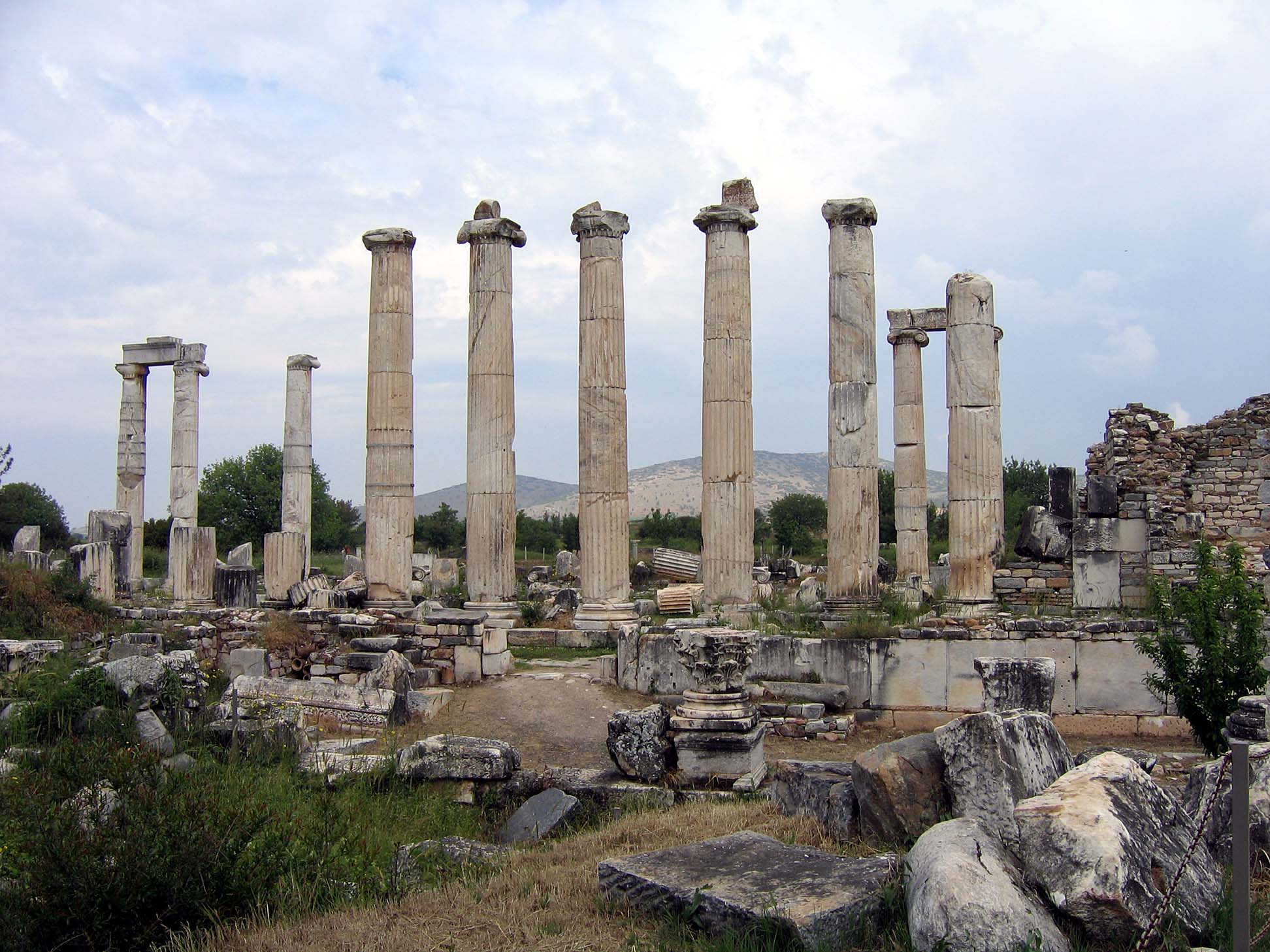
El templo de Afrodita, transformado en basílica cristiana.

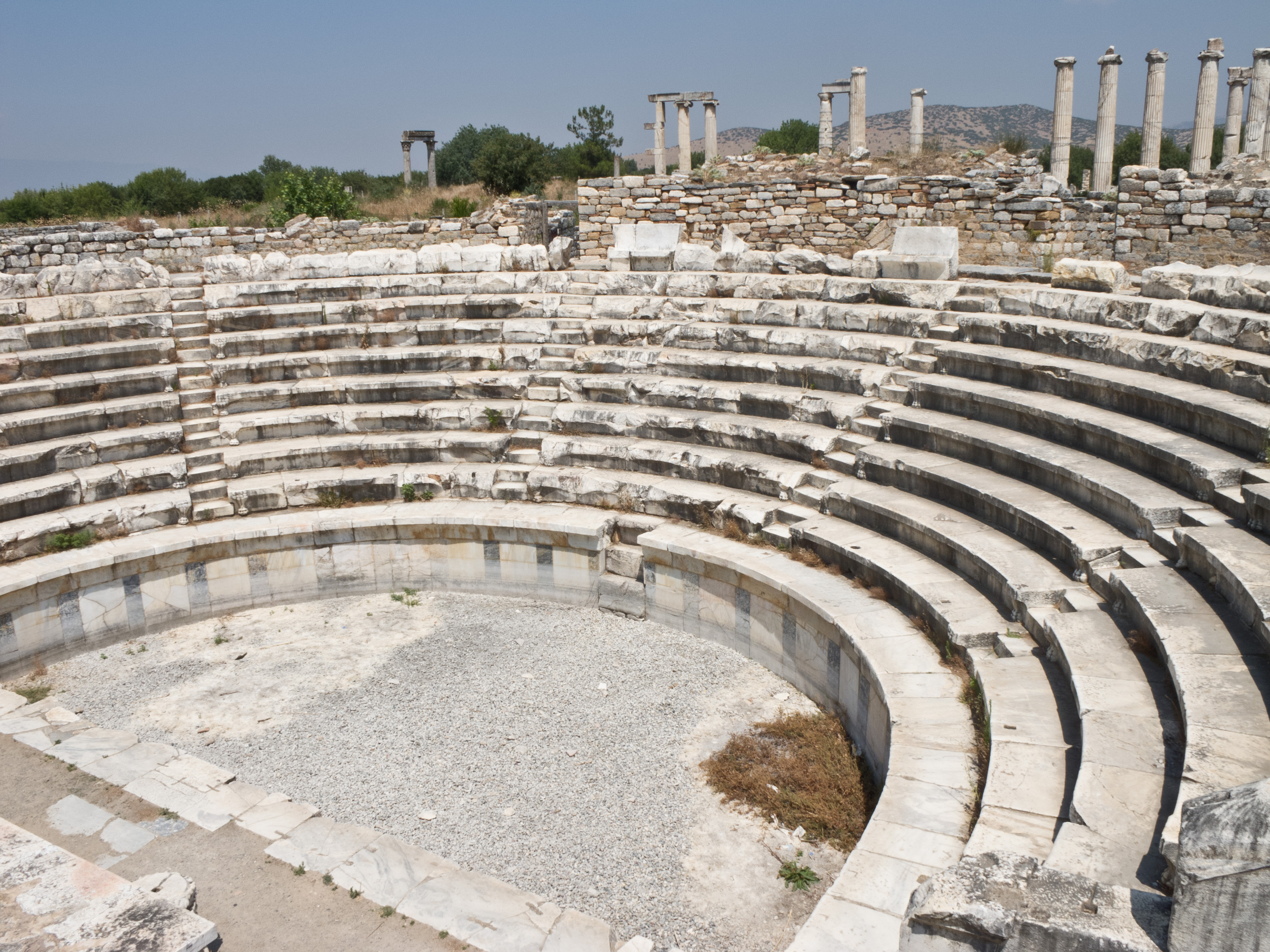
El Odeion de Afrodisias; estos espacios fueron transformados y utilizados en época bizantina como residencia del metropolitano.

## Historia
Estaurópolis, identificable con Geyre en la Turquía actual, es la antigua sede metropolitana de la provincia romana de Caria en la diócesis civil de Asia y en el patriarcado de Constantinopla.
En la época helenística-romana, la ciudad tenía el nombre de Afrodisias, modificada en la era cristiana con Etaurpolis (del griego, que significa: ciudad de la cruz). Posteriormente, en la era bizantina, la ciudad tomó el nombre de Caria, un nombre que todavía se conserva hoy en día en el pueblo (Geyre) construido sobre sus ruinas.
Éstaurópolis era la sede de una antigua comunidad cristiana. La martirología romana, antes de la reforma del Concilio, el 3 de mayo, recordó a los mártires Diodoro y Rodopiano, quienes fueron condenados a ser lapidados en Afrodisias durante la persecución de Diocleciano: «Afrodisiae, en Caria, sanctorum Martyrum Diodori et Rhodopiani, aquí, en persecución Diocletiani Imperatoris, un civibus suis lapidati sunt ».
Solo desde el Concilio de Calcedonia (451) los obispos firmaron episcopi ecclesiae Aphrodisiadis metropolis Cariae. Hay una treintena de obispos conocidos de Estaurópolis en el primer milenio cristiano, muchos de los cuales son conocidos gracias a descubrimientos epigráficos y sigilográficos. Los metropolitanos de Caria son conocidos hasta mediados del siglo XV.
En el Notitiae Episcopatuum del patriarcado de Constantinopla, la sede aparece hasta el siglo XIV y se menciona con el nombre de Estaurópolis (Stauropoli), pero no pocas veces se la llama simplemente "Caria" por el nombre de la provincia a la que pertenece; Ocupa una posición que varía entre el 20 y el 32 lugar entre las oficinas metropolitanas del patriarcado.
El Notitiae le asigna muchas diócesis sufragáneas. La atribuida al emperador León VI, y fechada a principios del siglo X, enumera 26 diócesis sufragáneas de Estaurópolis: Cibira, Eraclea Salbace, Apollonia, Eraclea al Latmo, Tabe, Larbe, Meander Antioch, Tapasa, Arpasa, Neapoli, Ortosia, Anatetarte , Alabanda, Stratonicea, Alinda, Milasa, Amizone, Jaso, Bargilia, Halicarnaso, Lorima, Cnido, Mindo, Geron, Cidramo y Ceramo.
Desde el siglo XVII, Estaurópolis se encuentra entre las sedes titulares de arzobispado de la Iglesia Católica; el título no ha sido asignado desde el 19 de junio de 1971. Su último titular fue Gabriel Thohey Mahn-Gaby, arzobispo coadjutor de Rangún (Birmania).

## Cronología

### Arzobispos griegos residentes
- Amonio † (mencionado en 325)[3]
- Eudocio (o Ecdicio) † (mencionado en 381)[4]
- Ciro † (antes de 431 - después de agosto de 449)[5]
- Critoniano † (antes de octubre de 451 - después de 457) [6]
- Nonno † (mencionado entre 482 y 489)[6]
- Eufemio † (? - aproximadamente 518 exiliado) (obispo monofisita)[7]
- Severiano † (mencionado en 553)[8]
- Pablo † (alrededor de 558 - alrededor de 571 nombrado obispo de Antioquía en Meandro) (obispo monofisita)[9]
- Deuterio † (aproximadamente 576/577 - aproximadamente 582 fallecidos) (obispo monofisita)[10]
- Teoproprio † (V-VI)[11]
- Ortágoras † (siglo VI)[12]
- Teodoro I † (mencionado en 680)
- Sisinnio † (mencionado en 692)
- Eustaquio I † (antes de 730 o entre 787 y 815)
- Anónimo † (mencionado en 787)
- Miguel † (siglo VIII)
- Nicéforo I † (primera mitad del siglo IX)
- Teodoro II † (antes de 861 - después de 869)
- Nicephoro II † (mencionado en 879)
- Sergio † (siglos VIII-IX)
- Efraín? † (siglo IX)
- José I † (siglo X)
- Anónimo † (siglo X)
- Juan I † (mencionado en 997)
- León el Diácono † (siglos X-XI)
- Eustracio II † (siglo XI)
- Anónimo † (después de 1025 - antes de 1043)
- Juan II † (mencionado en 1030)
- Constantino † (mencionado en 1032)
- Ignacio † (mencionado en 1039)
- Juan III? † (primera mitad del siglo XI)
- Demetrio † (mencionado en 1054)
- José † (antes de 1072 - después de 1092)
- Anónimo † (mencionado en 1150)
- Leo II † (antes de 1166 - después de 1172)
- Anónimo † (mencionado en 1186)
- Anónimo † (mencionado en 1274)
- León III † (mencionado en 1278)
- Neófito † (antes de 1356 - después de 1368)
- Anónimo † (antes de 1387 - después de 1394)
- Anónimo † (mencionado en 1401)
- Procoro † (mencionado en 1410)
- Isaías † (antes de 1438 - después de 1439)
- Teodoro III † (mencionado en 1450)

### Arzobispos de la sede titular católica
- Diego Hortiago de Escacena, O.F.M. † (28 de agosto de 1693 - 1696 fallecido)
- Aloisio Scacoz, O.F.M. † (2 de diciembre de 1831 - 22 de febrero de 1842 fallecido)
- Guglielmo Massaia, Cap. De O.F.M. † (2 de agosto de 1881 - 6 de agosto de 1889 fallecido)
- Francesco Domenico Reynaudi (Raynaud), Cap. O.F.M. † (5 de mayo de 1885 - 24 de julio de 1893 fallecido)
- Alessandro de Risio, C.SS.R. † (30 de noviembre de 1896 - 20 de abril de 1901 fallecido)
- Aurelio Zonghi † (9 de enero de 1902 - 27 de junio de 1902 fallecido)
- Giovanni Battista Guidi † (6 de septiembre de 1902 - 22 de julio de 1904 fallecido)
- San Guido Maria Conforti † (14 de noviembre de 1904 - 12 de diciembre de 1907 sucedió arzobispo, título personal, de Parma)
- Bernard Christen, Capitán de O.F.M. † (29 de mayo de 1908 - 11 de marzo de 1909 fallecido)
- Emilio Maria Miniati † (29 de abril de 1909 - 17 de marzo de 1918 fallecido)
- Ricardo Isaza y Goyechea † (19 de julio de 1918 - 28 de junio de 1929 fallecido)
- Giovanni Battista Dellepiane † (18 de julio de 1929 - 13 de agosto de 1961 fallecido)
- Joseph Wilhelmus Maria Baeten † (8 de septiembre de 1961 - 26 de agosto de 1964 fallecido)
- Gabriel Thohey Mahn-Gaby † (9 de noviembre de 1964 - 19 de junio de 1971 sucedió al Arzobispo de Rangún)[13]